# Judas (film, 1917)
Pour les articles homonymes, voir Judas (homonymie).
Pour plus de détails, voir Fiche technique et Distribution.
Judas est un film italien réalisé par Febo Mari, sorti en 1917.

## Fiche technique
- Titre original : Judas
- Réalisation : Febo Mari
- Scénario :
- Photographie :
- Montage :
- Société de production : Società Italiana Cines
- Pays d’origine :  Royaume d'Italie
- Langue : Italien
- Format : Noir et blanc — 35 mm — 1,33:1 — Muet
- Genre :
- Durée   :
- Dates de sortie : 
  -  Royaume d'Italie : février 1917